# 慕尼黑罗森海姆广场站
羅森海姆廣場站（德語：S-Bahnhof Rosenheimer Platz）是一座慕尼黑快铁1-4、6-8号线位于莱赫尔的一座车站，毗邻羅森海姆廣場。